# 1509 az irodalomban

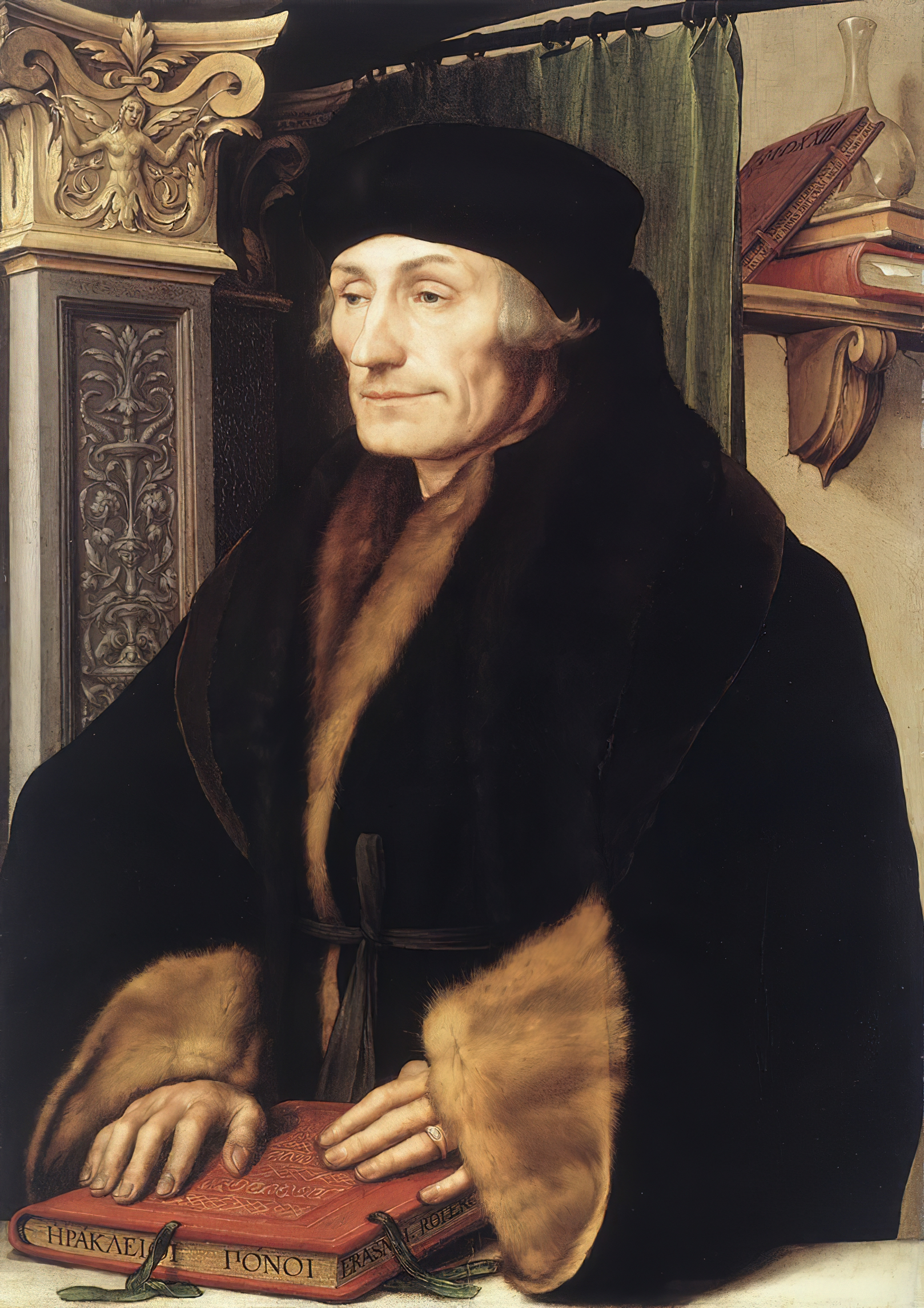
Rotterdami Erasmus

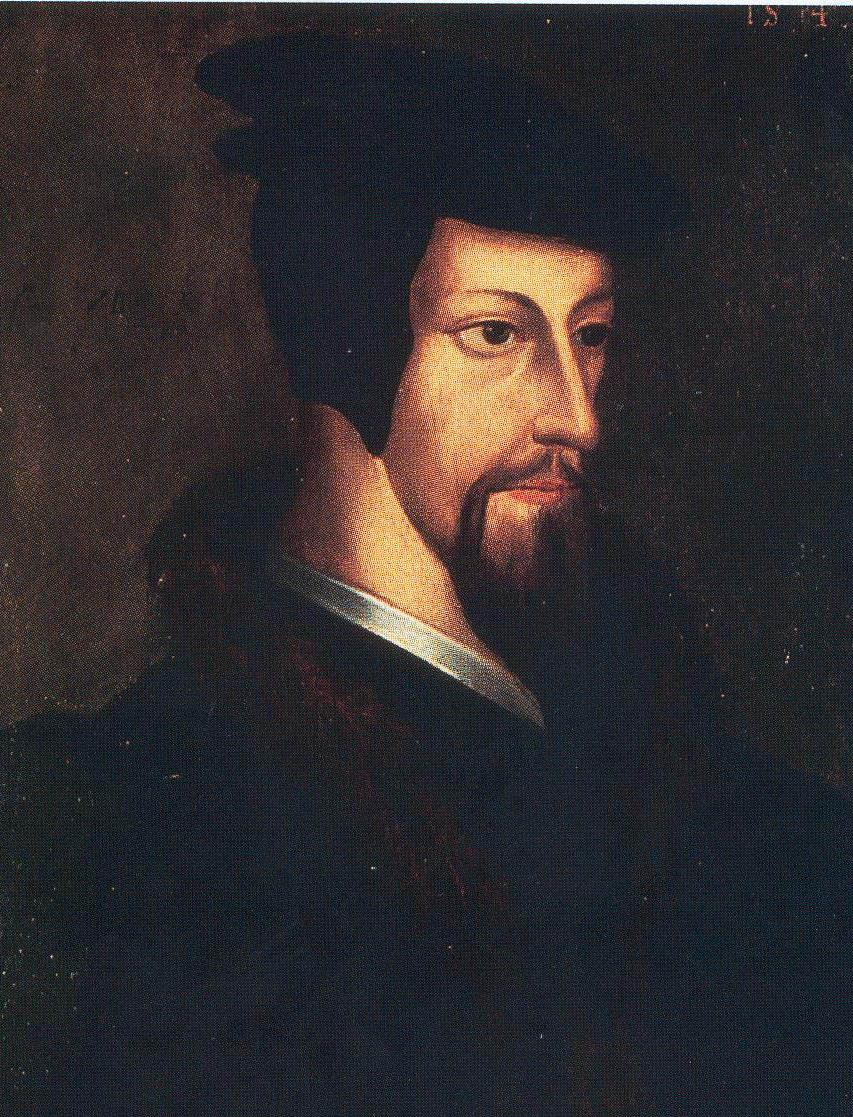
Kálvin János

Az 1509. év az irodalomban.

## Új művek
- Elkészül Rotterdami Erasmus latin nyelvű szatirikus értekezése, A balgaság dicsérete; nyomtatásban először 1511-ben jelenik meg; (címe latinul: Stultitiæ Laus, görögül: Morias Enkomion).
- Alexander Barclay: The Shyp of Folys (The Ship of Fools, Bolondok hajója), Sebastian Brant német író Das Narrenschiff című szatírájának verses átköltése.
- Ludovico Ariosto vígjátéka: I suppositi (Az elcseréltek).

## Születések
- július 10. – Kálvin János francia származású svájci reformátor, keresztény tudós, a kálvinizmus névadója; fontos szerepet játszott a francia irodalmi nyelv kialakulásában is († 1564)
- augusztus 3. – Étienne Dolet francia humanista, költő, író, filológus, nyomdász († 1546)
- 1509 (vagy 1510, vagy 1514) – Fernão Mendes Pinto portugál író, kalandor, felfedező, a portugál irodalom klasszikusa († 1583)